# نانسی گاراپیک
نانسی گاراپیک (به انگلیسی: Nancy Garapick) (زادهٔ ۲۴ سپتامبر ۱۹۶۱) شناگر اهل کانادا است.